# Nagawczyna
Nagawczyna  – wieś w Polsce, w województwie podkarpackim, w powiecie dębickim, w gminie Dębica.
| SIMC    | Nazwa   | Rodzaj    |
| ------- | ------- | --------- |
| 0818315 | Budzisz | część wsi |
| 0818321 | Rzochów | część wsi |

W latach 1975–1998 miejscowość administracyjnie należała do województwa tarnowskiego.

## Historia
Wieś powstała najprawdopodobniej w XIV wieku. Pierwsze potwierdzające jej istnienie dokumenty datowane są na 1492 rok. Miejscowość należała wtedy do Trzecieskich. W 1568 roku Jan Trzecieski, sekretarz króla Zygmunta Augusta był dziedzicem połowy miasta, Latoszynka, Pustyni i właśnie Nagawczyny. W XVI stuleciu Nagawczyna przeszła we władanie Ligęzów. Za ich panowania wieś miała 11 łanów, karczmę i sadzawki rybne. Ród ten zbudował dworek, który wraz z zabytkowym parkiem znajduje się w Nagawczynie do dziś. Miejscowość ta należała wtedy do dębickiej parafii, a cechowała ją gospodarka folwarczno-pańszczyźniana. Losy i historia Nagawczyny zawsze były związane z Zawadą, ponieważ obie miejscowości graniczą ze sobą. W XVII wieku majątki te przechodziły w różne ręce, by ostatecznie trafić do Radziwiłłów. Nagawczyna pozostawała jednak w cieniu Zawady i dworek wzniesiony przez Ligęzów coraz bardziej niszczał. Pierwszy rozbiór Polski sprawił, że wieś znalazła się pod panowaniem austriackim. Kiedy w 1791 roku w Zawadzie powstała parafia, wydzielona z parafii Lubzina, Nagawczyna została do niej przeniesiona z dębickiej parafii. Gdy wieś przeszła we władanie Raczyńskich, Atanazy odbudował zniszczony dworek, który po II wojnie światowej służył wsi za szkołę podstawową. Nie ma żadnych wzmianek o jakichkolwiek wydarzeniach w Nagawczynie związanych z rzezią galicyjską 1846 roku. Spowodowane jest to prawdopodobnie tym, że Raczyńskich nie było wtedy w majątku dębicko-zawadzkim. Dzięki temu zamek i pałacyk ocalały.
W 1871 roku Nagawczynę nawiedziła epidemia cholery. Z tego powodu we wsi założono cmentarz dla ofiar tej choroby.
I i II wojna światowa nie oszczędziła Nagawczyny. Na terenie wsi toczyły się walki partyzanckie. W domu Anny Więcek znajdowała się tzw. melina, czyli miejsce w którym ukrywano partyzantów. We wsi przechowywano także broń i sprzęt, była tu skrzynka kontaktowa, odbywały się narady i odprawy. W lasach Nagawczyny ukrywali się partyzanci.